# Anteris brahmaranya
Anteris brahmaranya är en stekelart som först beskrevs av Mani 1975.  Anteris brahmaranya ingår i släktet Anteris och familjen Scelionidae. Inga underarter finns listade i Catalogue of Life.